# 华盖集续编
《华盖集续编》是鲁迅的一部杂文集，收录了鲁迅在1926年间所写的杂文三十二篇。 包括《杂论管闲事·做学问·灰色等》，《学界的三魂》，《古书与白话》，《记念刘和珍君》，《马上支日记》，《上海通信》等。
- 《华盖集续编》1927年北新书局初版。
- 《鲁迅全集》,人民文学出版社 第3卷